# A Siren of Impulse
A Siren of Impulse è un cortometraggio muto del 1912 diretto da D.W. Griffith.

## Produzione
Il film fu prodotto dalla Biograph Company.

## Distribuzione
Distribuito dalla General Film Company, il film - un cortometraggio in una bobina - uscì nelle sale cinematografiche USA il 4 marzo 1912. Poco più di un mese più tardi, il 14 aprile, venne distribuito anche sul mercato del Regno Unito.
Copia della pellicola viene conservata negli archivi delle collezioni del Museum of Modern Art.